# Suriman
Suriman is een Surinaamse superheld. Hij werd bedacht door Renate Stüger. Zijn tegenstrever is Wiesman.

## Personage
Suriman is een stoere man met dreadlocks. Hij kan vechten en is thuis in de telekinese. Om sterker te worden roept hij zijn voorouders op.
Hij is 200 jaar oud en werd geboren in het dorp Esuma in het Surinaamse oerwoud. Hij is beschermer van moeder Aarde en wordt daarin tegengestreefd door Wiesman, zijn aartsvijand die de natuur wil vernietigen. De dochter van Suriman heet Sranami.

## Creatie
De superheld is bedacht door de Nederlands-Surinaamse Renate Stüger. Ze kwam rond 2013 op het idee toen haar zoontje bedroefd was omdat er alleen blanke en geen donkere superhelden waren. Volgens haar zouden die er toen inderdaad alleen maar in een bijrol zijn geweest.
In december 2019 kwam haar eerste stripalbum over Suriman uit. Willy Croezen maakte het eerste ontwerp van Suriman. Leroy Soesman vernieuwde deze versie en ontwierp ook de versie van Wiesman. De illustraties in haar eerste album zijn afkomstig van Sai Rodrigues. In oktober 2023 verscheen het tweede album.

## Poppen
Van Suriman liet ze met behulp van donaties een mascotte maken van twee meter hoog die als een pak gedragen wordt. De mascotte liep rond op allerlei Surinaamse evenementen zoals Ketikoti en het Rotterdamse Zomercarnaval, en andere zoals tijdens een kindermasterclass striptekenen in 2023 in het Literatuurmuseum in Den Haag.
Sinds eind 2023 heeft Renate Stüger het originele mascottepak vanwege diefstal niet meer in haar bezit.
In 2024 is ze gestart met crowdfunding om een soort Barbiepop op de markt te kunnen brengen van Sranami. Verder wil ze nog een actiefiguur van Suriman op de markt brengen. Met deze poppen wil ze bereiken dat Surinaamse superhelden normaal gevonden worden.